# Klomethiazol
Klomethiazol (anglicky clomethiazole) je lék patřící do skupiny označované jako psychofarmaka. Je to lék používaný k léčbě závislostí, především při závislosti na alkoholu, podání tohoto léku je často život zachraňujícím úkonem při abstinenčním záchvatu nazývaném delirium tremens.